# Thằn lằn nhỏ
Thằn lằn nhỏ (danh pháp: Phelsuma parva) là một loài thằn lằn trong họ Gekkonidae. Loài này được Meier mô tả khoa học đầu tiên năm 1983.

## Hình ảnh

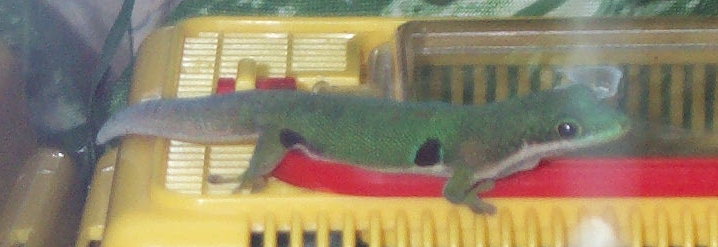
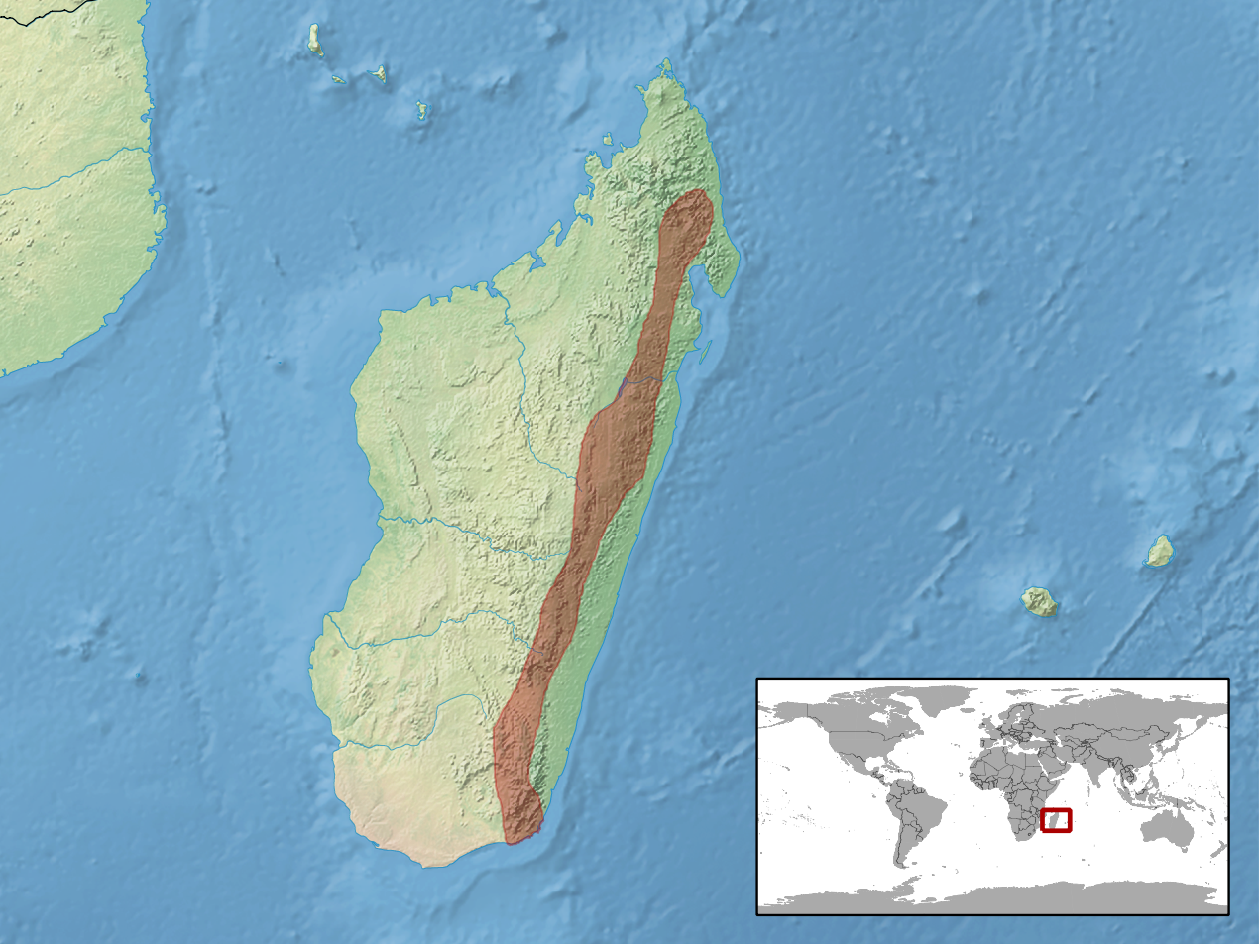
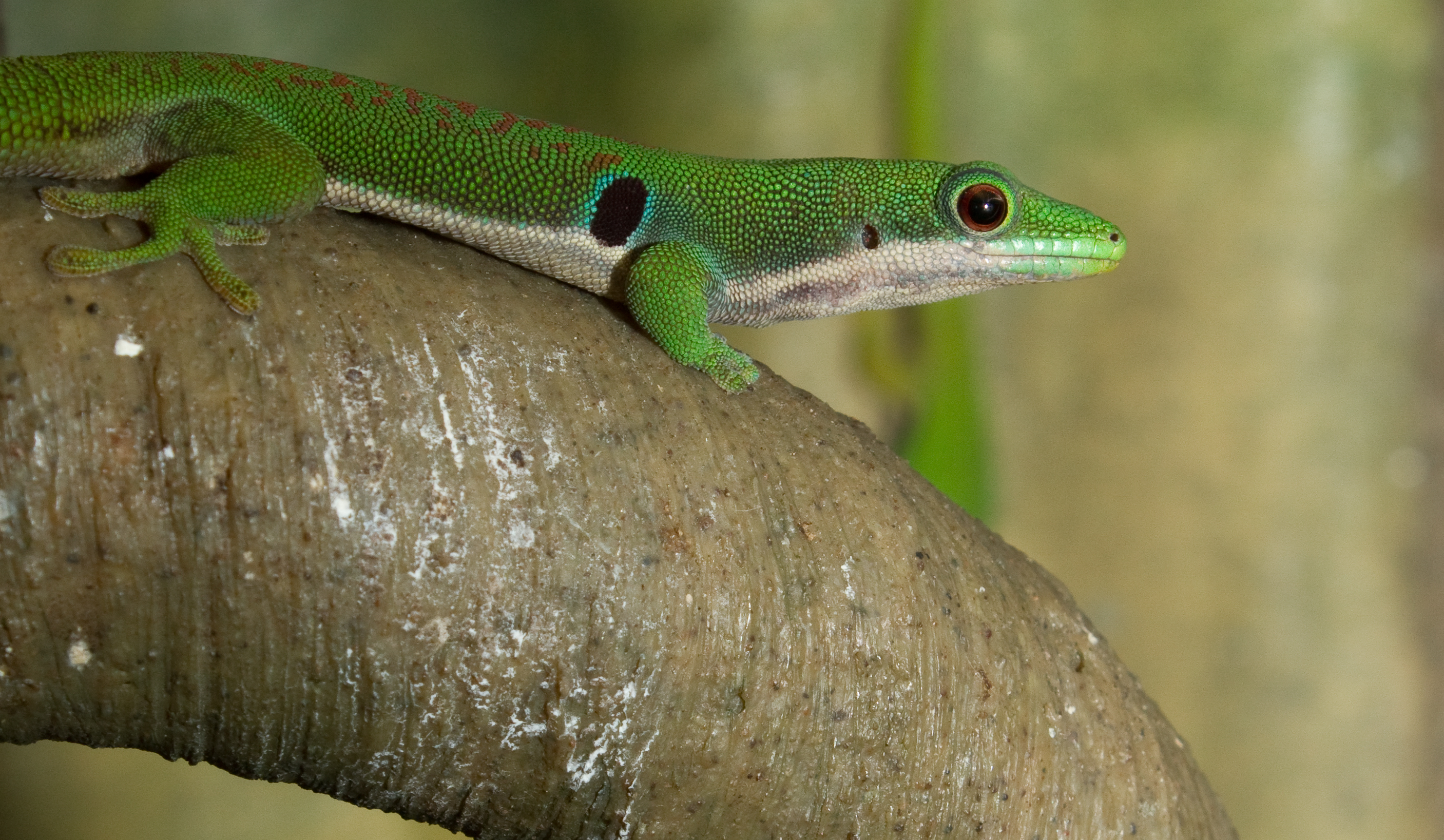
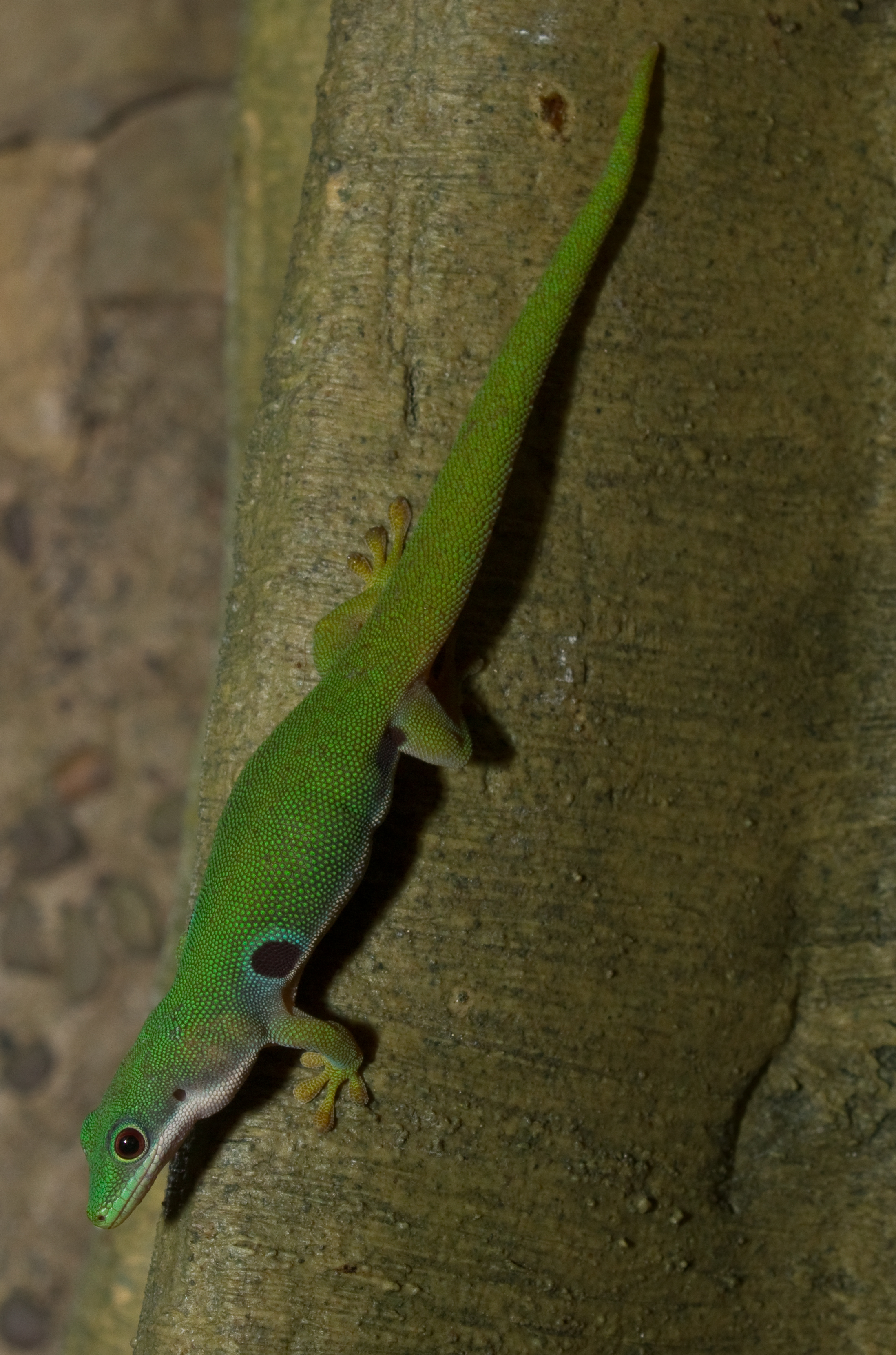